# ماهیچه لوزی بزرگ
ماهیچه لوزی بزرگ (انگلیسی: Rhomboid major muscle) یکی از عضلات لایه سطحی ماهیچه‌های بیرونی پشت و از ماهیچه‌های بالابرنده کتف (اِلِواتور اسکاپولا) است.
خاستگاه ماهیچه لوزی بزرگ از زائده‌های خاری و رباط بالاخاری (سوپرااسپینوس) مهره‌های تی۲ تا تی۵ است. رشته‌های آن‌ها به بیرون و پایین سیر کرده و به کنار داخلی کتف، پایین‌تر از خار کتف، می‌چسبد.
عصب‌رسانی آن از پشت کتف (دورسال اسکاپولا) سی۵ است که وارد سطح عمقی یکی از دو عضله می‌شود.

## کارکرد
ماهیچه لوزی بزرگ بازوی بالارفته را با نیروی شدیدی پایین می‌کشد یعنی گودی کاسه‌ای (گلنوئید) متوجه پایین می‌شود، ماهیچه لوزی بزرگ، ماهیچه پیونددهندهٔ ستون فقرات به گردن و بالابرنده استخوان شانه است و به اداکشن بازو کمک می‌کند. این ماهیچه‌ها در افراد هیزم‌شکن حائز اهمیت است.